# Sinnerthal
Sinnerthal ist ein Stadtteil von Neunkirchen (Saar) westlich der Innenstadt. Der Ort ist heute ein reines Wohngebiet mit sechs Straßen.

## Geographie
Sinnerthal liegt am Sinnerbach zwischen Neunkirchen und Landsweiler-Reden unweit des Rangierbahnhofs des Neunkircher Hauptbahnhofs.

## Geschichte

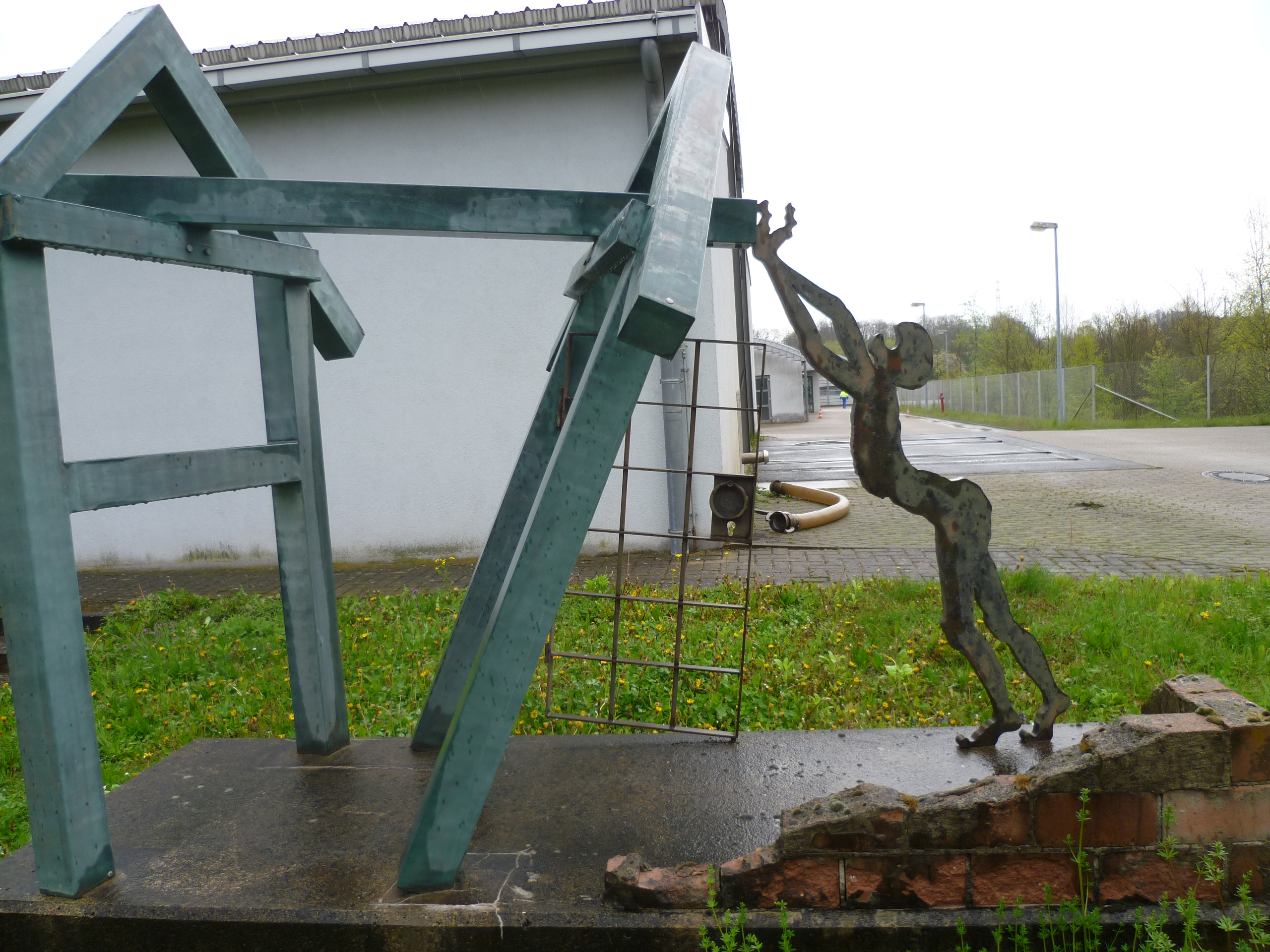
Mahnmal an der Kläranlage Sinnerthal

Eine Ansiedlung ist um 1200 nachweisbar. Der Ortsname, ehemals Sindern oder Sinderthal, lässt mehrere Deutungen zu. 1430 werden Eisenschmieden und Kohlengruben in dem Sinderdal urkundlich erwähnt.
Seit etwa 1700 bestand hier eine Sägemühle, die 1908 von der Gemeinde Neunkirchen aufgekauft und abgerissen wurde. Sinnerthal hieß deswegen im Neunkircher Volksmund früher „die Säämiehl“. Am Sinnerthaler Weg zwischen Neunkirchen und Sinnerthal entstand im 18. Jahrhundert die Wohnsiedlung Schlawerie.
Sinnerthal wurde am 10. Februar 1933 von der Gasometerexplosion in Neunkirchen betroffen.

## Wirtschaft und Infrastruktur
Eine Schachtanlage der Grube Reden befindet sich vor Ort. 1888 arbeiteten 57 % der Erwerbstätigen im Bergbau. Dies wandelte sich durch den Erfolg des Neunkircher Eisenwerks, dessen Mitarbeiter 1939 24 % der Erwerbspersonen ausmachten, während nur noch 10 % im Bergbau beschäftigt waren.
Mit dem Niedergang der Neunkircher Hütte und der Grube Reden in den 1980ern verließ der Einzelhandel den Ortsteil, der dadurch zum reinen Wohngebiet wurde. In den 1990ern ließ sich der Praktiker-Baumarkt nieder, der das Gebäude des alten Real-Marktes übernahm. Beide gehörten zur Metro Group. 2013 wurde die Praktiker-Filiale in einen Max-Bahr-Baumarkt umgeflaggt. Seit der Insolvenz der Praktiker-/Max Bahr-Gruppe stand die Immobilie leer. Ab Anfang 2021 wurde darin das Impfzentrum Saarland-Ost mit einer Kapazität von 1000 Impfungen pro Tag betrieben, im Herbst 2021 geschlossen und am 29. November 2021 mit einer verringerten Kapazität von 600 Impfungen einschichtig wiedereröffnet.
Im Jahr 2004 entstand ein Wohnheim der Reha GmbH für Menschen mit schwerster Behinderung.
| Jahr      | 1951 | 1977 | 1988 | 2000 | 2015 |
| --------- | ---- | ---- | ---- | ---- | ---- |
| Einwohner | 977  | 714  | 600  | 620  | 574  |

## Kultur und Sehenswürdigkeiten
Der Ort wird durch sein Vereinsleben geprägt. So sind ein Gartenbauverein sowie ein Turnverein in Sinnerthal ansässig. Die Prellball-Mannschaft spielte jahrelang in der Bundesliga und richtete 2003 die Deutsche Prellball-Meisterschaft aus.
Der Saukaulenweg, ein 7,2 km langer Wanderweg, „führt durch den Wald Richtung Madenfelder Hof und über den Hügel Nusskopf zurück zum Fischweiher Sinnerthal“.
Der Friedhof Frankenfeldstraße für Heinitz, Sinnerthal und die Schlawerie wird seit 1936 belegt und besitzt seit 1951 eine Leichenhalle. Es besteht ein Gräberfeld für sowjetische Kriegsgefangene im Zweiten Weltkrieg.
Auf dem Gebiet des damaligen Kriegsgefangenenlagers befindet sich heute eine Kläranlage. Dort erinnert ein Mahnmal des Künstlers Seiji Kimoto an das Lager. Es stellt eine einstürzende Baracke dar, gegen die sich ein Mensch stemmt.

## Persönlichkeiten
- Walter Müller (1930–2021), Teilnehmer an den Olympischen Sommerspielen 1952